# Astragalus hemsleyi
Astragalus hemsleyi är en ärtväxtart som beskrevs av James Edward Tierney Aitchison och John Gilbert Baker. Astragalus hemsleyi ingår i släktet vedlar, och familjen ärtväxter. Inga underarter finns listade i Catalogue of Life.